# John Hiller
Pour les articles homonymes, voir Hiller.
John Frederick Hiller (né le 8 avril 1943 à Toronto, Ontario, Canada) est un ancien lanceur de relève gaucher qui évolua en Ligue majeure de baseball. Il effectua toute sa carrière professionnelle chez les Tigers de Détroit. Après un infarctus en 1971, il retourna dans son équipe et enregistra 38 sauvetages en 1973. Il décroche aussi un record à la Ligue américaine en remportant 17 matchs en 1974.